# Tegevajaro Miyazaki
Tegevajaro Miyazaki (em japonês:  テゲバジャーロ宮崎 - Tegevajaro Miyazaki) é um clube de futebol japonês, com sede em Miyazaki. Atualmente compete na JFL, a quarta divisão do país.

## História
Fundado em 1965 como Kadokawa Club, mudou seu nome por mais 2 vezes, em 2004 se chamou Andiamo Kadokawa 1965 e, em 2007, trocou para MSU FC. Adotou o nome atual em 2015, com a junção das palavras Teje (no dialeto falado em Miyazaki, significa "fantástico, legal"), "vaca" e "pájaro" ("pássaro", em espanhol).
Entre 2015 e 2016, jogou a Liga de Futebol de Kyushu, ficando, respectivamente, em terceiro e segundo lugar. Em 2017, venceu a primeira divisão da Liga, obtendo a promoção para a JFL de 2018, juntamente com o Cobaltore Onagawa.
Na temporada de 2020, o Tegevajaro terminou na segunda posição e foi promovido ao J3 pela primeira vez na história do clube na temporada de 2021. Em 24 de outubro de 2023, o clube concedeu oficialmente a licença J2 após a aprovação do Conselho de Licenciamento de Clubes.